# 玛丽·金斯基王妃 (列支敦士登)
玛丽·艾格莱·博納文圖拉·特蕾莎亲王妃殿下（1940年4月14日—2021年8月21日），出生於波希米亞和摩拉維亞保護國（今捷克），列支敦士登親王妃。

## 生平
玛丽·金斯基王妃是現任列支敦士登親王漢斯·亞當二世的妻子，於1967年7月30日結為夫婦後共育有四個子女：
1. 阿洛伊斯王儲
2. 馬克西米利安王子
3. 康斯坦丁王子
4. 塔緹亞娜公主